# L'uccello di fuoco 2772
L'uccello di fuoco 2772 (火の鳥2772 愛のコスモゾーン?, Hi no tori 2772: Ai no kosumozōn) è un film d'animazione del 1980 diretto da Taku Sugiyama.
La pellicola è basata sulla serie manga in 12 volumi La Fenice di Osamu Tezuka del 1954. Il film è uscito nelle sale cinematografiche giapponesi il 15 marzo 1980 e in quelle statunitensi il 13 luglio 1982. In Italia il film è stato trasmesso direttamente in televisione, spezzato a puntate, da lunedì 22 a venerdì 27 novembre 1982 su Rai 1; successivamente è stato editato prima in VHS e poi in DVD dalla Yamato Video.

## Trama
Nel futuro il governo terrestre è molto organizzato: le donne non concepiscono i propri figli poiché i bambini sono creati in provetta e selezionati dopo il concepimento per essere addestrati fin dall'inizio secondo le loro supposte potenzialità; la società è divisa in classi, a dominare è la classe degli anziani; solo ai membri di tale classe sono permesse libertà personale, e privilegi vari fra cui la possibilità di sposarsi.
Così è anche per il protagonista Godo: dopo la nascita viene riconosciuto come un promettente pilota e alloggiato in un appartamento futuribile, dove complessi robot si dedicano ad insegnargli a leggere, scrivere, far di conto e sparare. All'inizio della fanciullezza gli viene regalato un nuovo robot: "Olga", un robot dall'aspetto di ragazza in grado di trasformarsi in vari modi, col quale può relazionarsi e conversare; insieme ad Olga, Godo perfeziona, fra l'altro, la propria preparazione atletica. Una volta adulto, Godo viene bruscamente chiamato a presentarsi alla scuola spaziale, per un anno di addestramento intensivo. La scuola per Godo risulta scioccante: gli viene subito ordinato di privarsi di Olga, sua unica amica, e viene sottoposto ad esercizi massacranti e a ordini crudeli.
Le capacità del giovane emergono presto, perciò Rock, il ministro delle scienze, gli comunica la sua missione: dovrà pilotare una grande nave interplanetaria classe squalo pesantemente armata, allo scopo di catturare il fantomatico cosmozone 2772, un mostro spaziale sconosciuto ma potentissimo, una sorta di "uccello di fuoco" spaziale, che ha già distrutto altri cacciatori spaziali. Pare infatti che il cosmozone sia una potente fonte d'energia, e gli anziani della Terra lo vogliono vivo poiché il pianeta ha esaurito le sue fonti di energia. A Godo viene offerta una ricompensa, ed il pilota chiede la libertà; inizia subito a girovagare per i dintorni con la sua automobile insieme ad Olga. Scopre così che gli anziani vivono in enormi palazzi ornati da giardini fioriti, e Godo non aveva mai visto prima un fiore. Conosce poi la figlia del capo degli anziani, della quale si innamora ricambiato, con grave tristezza di Olga. I due iniziano a frequentarsi, ma la tresca viene scoperta, e Godo condannato ad un campo di lavoro.
Pinchu scopre la locazione di Godo, ed insieme ad Olga vanno a liberarlo; nel frattempo Rock sposa Lena, la figlia del capo degli anziani, candidandosi a divenire capo egli stesso. La sua ascesa è in buona parte dovuta ad un suo progetto innovativo, ma pericoloso e invasivo, per lo sfruttamento del magma terrestre. Insieme a Godo, Olga, e Pincho scappa anche il professor Saruta, contrario allo sfruttamento del magma terrestre e favorevole alla cattura dell'uccello di fuoco; saliti su una nave spaziale classe squalo si dirigono al pianeta Lacrima. Qui il guardiano Ban li mette in contatto con Crack e Puck; quest'ultimo sa come rintracciare l'uccello di fuoco.
Appena trovato, Godo e gli altri cercano di catturarlo, ma lo scontro con la bestia spaziale risulta drammatico: l'uccello di fuoco è un essere grande come un planetoide, capace di cambiare forma e dimensione, e le armi su di lui ottengono il solo effetto di rallentarlo ed infuriarlo di più. Il professor Saruta viene prima ferito agli occhi e poi ucciso, Pincho, Crack e Puck vengono divorati dal mostro e Olga distrutta. Ora che Olga è "morta" Godo si dispera, realizzando solo ora che l'amore che cercava in Lena era invece in lei; il mostro spaziale cerca di distruggere la cosmonave, invano, dunque si palesa a Godo nella forma di una fenice di dimensioni contenute e dalla voce femminile, chiedendo il suo aiuto, poiché in Godo v'è una potenza che l'uccello di fuoco aveva raramente notato; il pilota si dice disposto a tutto purché l'essere spaziale faccia tornare Olga in vita. L'uccello di fuoco entra, all'insaputa di Godo, nel corpo di Olga, rianimandola, e dona alla coppia un pianeta fertile e ricco di vita, ove ritrovano Pincho, Crack e Bum vivi e in salute. Quindi, l'uccello spaziale spiega alcuni dei misteri del cosmo, e come l'egoismo sfrenato dei senzienti faccia morire i pianeti, facendo perdere loro il soffio vitale.
Dopo poco tempo di vita idilliaca Godo esprime il desiderio di tornare alla Terra per risolvere i problemi del suo pianeta natìo: carica dunque la sua cosmonave di ortaggi e di sementi, ed insieme ad Olga ritorna alla Terra. Sul pianeta, la situazione è nel frattempo peggiorata: il nuovo progetto di sfruttamento del magma sta causando una serie di cataclismi, con terremoti violenti e frequenti. Godo non viene ben accolto: il suo dono di semi ed ortaggi non viene apprezzato minimamente, ed è subito arrestato da Rock, ritenendo che Godo nasconda l'uccello di fuoco. Tuttavia la situazione precipita molto presto, il pianeta si appresta a morire, e l'umanità con lui; Olga garantisce per la vita di Godo: se lui bevesse il sangue dell'uccello di fuoco diverrebbe immortale, e dopo milioni di anni, anche la Terra recupererebbe il soffio vitale e la vita. Ma Godo esprime invece ad Olga la volontà di salvare la Terra a prezzo della propria vita: oramai Godo ha capito che in Olga c'è una parte dell'uccello di fuoco. Olga accetta lo scambio: l'uccello di fuoco salva la Terra, esce dal corpo robotico di Olga, prende la vita di Godo e torna nel cosmo. Ma poco dopo avvengono altri cambiamenti: la salma di Godo si rivitalizza, e lui ritorna un bimbo di pochi giorni; anche il robot Olga si rianima, ma questa volta nella forma di una vera donna. Così anche per loro due la vita ritorna, e ricomincia da capo.

## Personaggi

### Personaggi principali
Diversi personaggi presenti nel film compaiono anche in altri lavori di Osamu Tezuka.
Godo
Voce originale: Kaneto Shiozawa, voce italiana: Roberto Del Giudice.
Olga
Olga è un robot trasformabile, può assumere una varietà di forme: ragazza, veicolo terrestre, spaziale, anfibio, forma chiusa. Essendo un automa è molto forte ed agile; ciò nonostante ha dei comportamenti molto umani e femminili. Voce originale: Katsue Miwa, voce italiana: Beatrice Margiotti.
Pincho
Animale da compagnia alieno, ha un corpo scimmiesco con muso canino e pelo arricciato giallo; può muoversi sia su due che quattro zampe, è dotato di favella ed intelletto. Porta un oggetto simile ad una borraccia da cane San Bernardo, nella quale tiene diversi oggetti, soprattutto spazzole e spolverini, ma anche una sorta di tromba, colla quale suona. Animale molto pulito, spazzola sempre intorno, spiegandolo come un comportamento tipico del suo pianeta. Voce italiana: Liliana Sorrentino.
Rock
Legato a Godo da motivi genetici, è stato allevato per essere uno scienziato e membro della casta degli anziani. Porta avanti un ambizioso progetto per sfruttare il magma terrestre, ma non riesce a prevedere i problemi derivanti.
Black Jack
In questo film Black Jack è nelle vesti del direttore del campo di lavoro al quale viene assegnato Godo. Capelli bianchi e neri e numerose cicatrici sul volto, appare come un rude soldato, severo e disciplinato al proprio dovere, fino alla fine.
Bun
Sorvegliante al campo di lavoro di Black Jack. Voce originale: Osamu Kobayashi.
Professor Saruta
Scienziato condannato anch'egli ai lavori forzati nello stesso campo di Godo; ritiene fallimentare il progetto di sviluppo degli anziani, e che l'unica cosa che possa salvare la Terra sia l'energia del mostro spaziale. Appare anche nel manga La Fenice. Voce italiana: Gino Pagnani.
Uccello di Fuoco
Creatura spaziale misteriosa, nome scientifico cosmozone 272. È un protagonista del manga La Fenice. Voce italiana: Francesca Bregni.
Ban Shunsuke
Guardiano del pianeta Lacrima, un pianeta ricco di vita animale ma disabitato dagli umani; è un amico di Saruta, un amichevole uomo anziano con grandi baffi bianchi. Ricompare in altre serie come insegnante di Astro Boy.
Crack
Buffo piccolo alieno, vive in un guscio a forma di dado a sei facce; i fori delle facce dovrebbero essere tasche. Si dà da fare come interprete di Puck. Voce italiana: Massimo Corizza.
Puck
Alieno alto e dal corpo morbido e rotondeggiante, pieno di protuberanze colle quali può soffiare. La sua voce è come uno strano suono di vari strumenti musicali; conosce alcune abitudini del favoloso uccello di fuoco.
Borukan
Esperto pilota deputato all'addestramento dei piloti cadetti. Voce originale: Shuichiro Moriyama.
Lena
Figlia del capo degli anziani, si innamora di Godo ma poi sposa Rock. Voce originale: Toshiko Fujita.
Ito
in inglese Lord Eat- Capo degli anziani e padre di Lena. È un uomo laido e grasso, interessato solo al potere.

## Riconoscimenti
- Inkpot Award alla San Diego Comic-Con International del 1980
- Animation Award al primo Las Vegas Film Festival del 1980
- Candidatura come miglior film al Saturn Award del 1983